# Atalanta (Santa Catarina)
Atalanta is een gemeente in de Braziliaanse deelstaat Santa Catarina. De gemeente telt 3.402 inwoners (schatting 2009).